# Natepute
Natepute es una ciudad censal situada en el distrito de Solapur en el estado de Maharashtra (India). Su población es de 17930 habitantes (2011). Se encuentra a 141 km de Solapur.

## Demografía
Según el censo de 2011 la población de Natepute era de 17930 habitantes, de los cuales 9059 eran hombres y 8871 eran mujeres. Natepute tiene una tasa media de alfabetización del 83,77%, superior a la media estatal del 82,34%: la alfabetización masculina es del 0,49%, y la alfabetización femenina del 76,99%.